# ドイツの政党
ドイツの政党（ドイツのせいとう）では、ドイツにおける政党制を取り上げる。

## 概要
ボン基本法の第21条で「政党は、国民の政治的意思形成に協力する」として法的地位が与えられており、政党設立の自由が明記されているものの、政党の内部秩序は「民主主義の諸原則に適合していなければならない」と明記されている。もしその政党の目的や党員の行動が自由民主主義の秩序を侵害或いは破壊するものであったり、ドイツ連邦共和国の存立を揺るがすものであった場合、連邦憲法裁判所の審査によって違憲の判断が下される（戦う民主主義）。

## 歴史

### 第二次世界大戦後
戦後の西ドイツにおける政党制は、戦前とは逆に少数政党の乱立防止と議会政治の安定を図るために導入された議席阻止条項（5％三議席条項）の効果もあり、中道右派であるキリスト教民主同盟（CDU）とキリスト教社会同盟（CSU）、中道左派である社会民主党（SPD）の二大勢力と自由民主党（FDP）による四党制（三大政党制）が半ば強引にもしばらく続いてきた。西ドイツ建国初期にはドイツ党、社会主義帝国党、ドイツ共産党（KPD）なども存在したものの、ドイツ党は分裂し、社会主義帝国党とドイツ共産党は連邦憲法裁判所の審査により違憲の判断が下され解散した。
ソ連占領地域でも当初は他の地域と同様キリスト教民主同盟（CDU）、ドイツ自由民主党（LDPD）、ドイツ社会民主党（SPD）、ドイツ共産党（KPD）が結成されたものの、SPDはソ連によってKPDに半強制的に併合されドイツ社会主義統一党（SED）となり、1949年に建国された東ドイツではSEDが支配政党として国家を指導することとなった。CDU、LDPDはSEDに対して批判的な幹部が追放された結果、SEDがCDUとLDPDの支持層を分断するために設立したドイツ民主農民党（DBD）とドイツ国民民主党（NDPD）と共にSEDの衛星政党と化した。1989年の東欧革命による民主化まで五党による形だけの複数政党制（ヘゲモニー政党制、事実上の一党独裁制）が続いた。
西ドイツでは1983年の連邦議会選挙で環境保護政党の緑の党（Grünen）が得票5％の議席阻止条項を突破して議会進出を果たしたことで四党制が崩れ、五党制となった。東ドイツでは1989年の民主化後CDU、LDPDなどは衛星政党の座を脱し、SPDも再建されたほか、多くの政党が設立され、それらの多くは統一後旧西ドイツの政党と合併した。Grünenも同盟90（B90）と合併して同盟90/緑の党（B90/Grünen）となった。1990年のドイツ再統一後、SEDの後継政党である民主社会党（PDS）も参入し、2005年と2009年の連邦議会選挙でPDSの後継政党である左翼党（Linke）が躍進したことで六党制が定着した。
2013年の連邦議会選挙ではFDPが議席を失い五党制に戻ったものの、2017年の連邦議会選挙ではドイツのための選択肢（AfD）とFDPが議席を得て七党制に至るなど、情勢は混沌としており先が読めない状況にある。

## 主な政党

### 連邦議会に議席を有している政党
色は各党のシンボルカラー。
- ■ザーラ・ワーゲンクネヒト同盟（BSW） - ザーラ・ヴァーゲンクネヒトらが左翼党から分派した後、2023年にカールスルーエを法人所在地としてマンハイム区裁判所登記簿に記載され、2024年には結党宣言が行われた。正式名称は「ザーラ・ヴァーゲンクネヒト同盟＝理性と公正のために」である。

- ■左翼党（Linke） - 旧東ドイツにおける支配政党ドイツ社会主義統一党の後身である社会主義政党民主社会党が左翼党-民主社会党へ改称した上、SPDを離党した議員と2005年に政党連合「左翼党」を構成し、さらに2007年には政党連合を統一政党へと発展させて左翼党を結成した。極左とも呼ばれる。
- ■ドイツ社会民主党（SPD） - 19世紀からの伝統を持つ中道左派の社会民主主義政党。
- ■同盟90/緑の党 （B90/Grünen） - 環境主義政党緑の党と旧東ドイツにおける民主社会主義政党同盟90が合併して成立した中道政党。1998年から2005年までSPDと赤緑連合を構成した。
- ■自由民主党（FDP） - 自由主義政党。1949年以来長らく連邦議会のキャスティング・ボートを握る「要の党」としてCDU/CSUないしはSPDと連立政権を構成した。2013年の連邦議会選挙で阻止条項を下回って連邦議会における全議席を失った。2017年の連邦議会選挙で議席を回復。
- ■ドイツキリスト教民主同盟（CDU） - ワイマール共和国時代におけるカトリック政党である中央党の流れを汲む中道右派のキリスト教民主主義政党。
- ■バイエルン・キリスト教社会同盟（CSU） - ワイマール共和国時代における地域政党であるバイエルン人民党の流れを汲む保守主義政党。CDUと統一会派を構成し、バイエルン州で活動する。
- ■ドイツのための選択肢（AfD） - ユーロ圏離脱を掲げ、2013年に結成した。2017年の連邦議会選挙で議席を獲得。極右とも呼ばれる。
- ■南シュレースヴィヒ選挙人同盟（SSW） - シュレースヴィヒ＝ホルシュタイン州におけるデンマーク系住民の利益を代表する地域政党。同州議会に議席を有し、2012年5月から社民党・緑の党と州の連立政権を構成している。2021年の連邦議会選挙で1議席を獲得[3]。

### 州議会にのみ議席を有している政党
- 民主人民党（DVP） - バーデン＝ヴュルテンベルク州における自由民主党の支部に相当する地域政党。
- ■ドイツ海賊党（PIRATENまたはPiratenpartei） - IT技術者とベルリン緑の党における若者たちが中心となって2006年に結成された新党。インターネット上で音楽、映画作品などをダウンロードしてきた従来の流れを、著作権法改正などで取り締まる動きに対抗して結成されたスウェーデンの海賊党に呼応する政党。2011年から2012年にかけて4つの州議選で阻止条項を突破し注目を集めるもその後失速、2013年以降は連邦議会選・州議選いずれも敗北を続けていた。2014年、欧州議会で初めての議席を獲得。

### 地方自治体議会にのみ議席を有している政党
- ドイツ国家民主党（NPD） - ネオナチ系極右・白人至上主義政党。1960年代後半に旧西ドイツで台頭し、一時は大半の州議会に議席を有するまでに成長。これまでドイツ連邦議会の議席は獲得していないものの、2014年5月の欧州議会議員選挙（ドイツ選挙区）で1議席獲得するに至る。その後も国政への進出は果たせないまま急速に衰退し、2016年には州議会、2019年には欧州議会の議席を失った。その後も地方自治体議会には議席を有している。

## 政党法
政党を国民の政治的意思形成に協力するものと規定するボン基本法第21条に基づき、政党法が1967年に制定されている。政党概念について第2条で「継続的または長期にわたって連邦または州の領域のために政治的意思形成に影響を及ぼし、かつ、連邦議会または州議会における国民代表に協力しようとする市民の団体であって、事実関係の全貌、とりわけその組織の範囲及び堅固性、党員の数及び公的社会への進出によって、その目標設定の真摯さが充分に保障されたもの」と規定している。
政党組織については第6条から第16条にかけて詳細な規定が置かれている。まず第6条で政党は成文の党則及び綱領を有することを明記している。そして党機関として全党及びその政党を構成する地域支部レベルで党員集会（代表者集会をもって代えることも可）と理事会を設置することを第8条で義務づけている。なお党員集会又は代表者集会は最低でも2年に1回は開催しなければならない。党員の権利については第10条で明記されており、党員は平等の表決権を有し、いつでも離党することができる。
政党に対する国庫補助は第18条で規定されており、直近の連邦議会選挙あるいは欧州議会選挙において政党名簿に投ぜられた得票が0.5％以上、州議会選挙では0.5％以上を得た政党に対して支給される。